# 프란츠 빌헬름 폰 프로이센 왕자
프란츠 빌헬름 폰 프로이센 왕자(Franz Wilhelm Prinz von Preussen, 1943년 9월 3일 ~ )는 독일의 사업가이자 프로이센의 옛 통치 독일 황실이자 왕실인 호엔촐레른 가문의 일원이다. 1976년부터 1985년까지 그는 러시아의 미하일 파블로비치 대공으로 알려져 있었다. 그는 또한 독일 황제 빌헬름 2세의 증손자이기도 하다.